# Setge de Dubrovnik
El Setge de Dubrovnik és el terme amb què es coneix la batalla i el setge de la ciutat croata de Dubrovnik durant la Guerra de la independència croata per part de les forces de l'Exèrcit Popular Iugoslau. L'exèrcit iugoslau invadí la ciutat i el seu entorn des de diferents punts de Bòsnia, Montenegro i Croàcia l'octubre de 1991. El bombardeig de tres mesos de la ciutat, que és Patrimoni de la Humanitat, fou un dels actes que inclinaren la balança de l'opinió pública internacional en contra dels serbis.
Dubrovnik va ser assetjat i atacat l'octubre de 1991, la lluita principal acaba a principis de 1992 i el contraatac croat que provocà l'aixecament del setge i l'alliberament de la zona a mitjans de 1992, tot i patir grans pèrdues. El bombardeig més important de la ciutat fou el dia de Sant Nicolau, el 6 de desembre de 1991, dia en què tretze civils varen morir, el que representa el major nombre de morts de civils en un sol dia durant el setge. Segons l'informe de les Nacions Unides, el setge causà almenys 15.000 refugiats, dels quals 7.000 van ser evacuats per mar l'octubre de 1991, mentre que la ciutat estigué sense electricitat ni aigua fresca durant almenys dos mesos, fins a finals de desembre de 1991, ja que les forces de l'Exèrcit Nacional Iugoslau bombardejaren la xarxa elèctrica de la ciutat. La població en aquest moment depenia dels vaixells per al seu proveïment d'aigua.
Al Tribunal Penal Internacional per a l'antiga Iugoslàvia, la fiscalia va al·legar "L'objectiu de les forces sèrbies era el de separar aquesta zona de Croàcia i annexar-la a Montenegro".